# William Hamilton (militär)
Ej att förväxla med sjömilitären Wilhelm Hamilton (1859-1919).
Hugo William Hamilton, född den 12 december 1854 på Ymsjöholm i Bäcks socken, Skaraborgs län, död den 4 januari 1931 i Stockholm, var en svensk greve och militär.
Hamilton blev underlöjtnant vid Svea livgarde 1875, löjtnant där 1881 och kapten där 1894. Han befordrades till major vid Upplands infanteriregemente 1901 och till överstelöjtnant vid Dalregementet 1904. Hamilton var överste och chef för Västernorrlands regemente 1907–1908. Han blev överste i VI. arméfördelningens reservbefäl 1908. Hamilton blev riddare av Svärdsorden 1898.
William Hamilton tillhörde ätten Hamilton. Han var bror till Adolf Patrik och Percy Hamilton samt far till Gösta Hamilton. Hamilton vilar på Norra begravningsplatsen utanför Stockholm.